# Chrzanów (Lublin)
Chrzanów is een dorp in het Poolse woiwodschap Lublin, in het district Janowski. De plaats maakt deel uit van de gemeente Chrzanów en telt 2300 inwoners.